# Blechnum atropurpureum
Blechnum atropurpureum là một loài thực vật có mạch trong họ Blechnaceae. Loài này được A.R. Sm. mô tả khoa học đầu tiên năm 1984.